# Kirche Politz (Bad Köstritz)

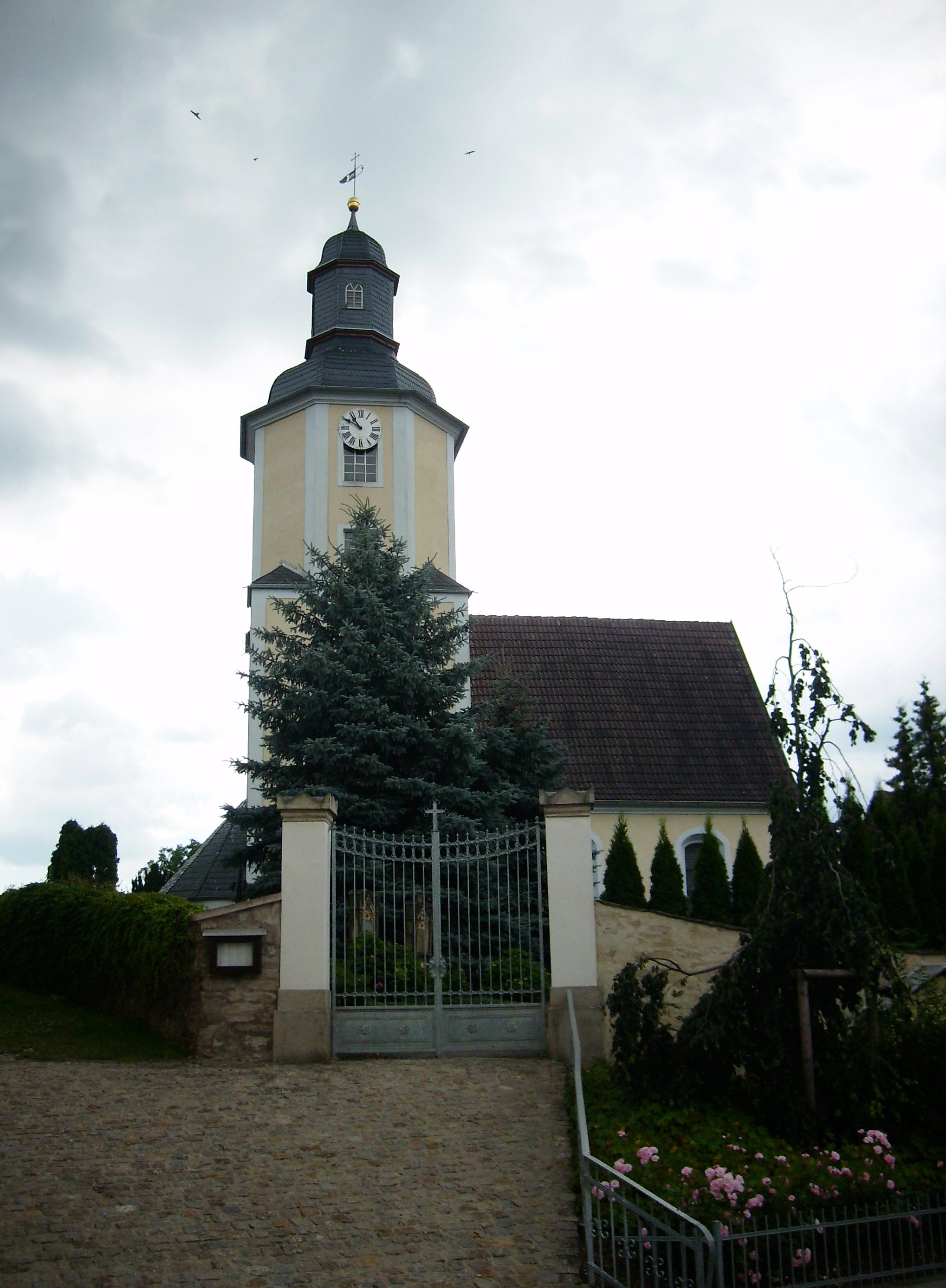
Kirche Pohlitz

Die evangelisch-lutherische, denkmalgeschützte Kirche Pohlitz steht in Pohlitz, einem Ortsteil von Bad Köstritz in Landkreis Greiz in Thüringen. Kirchengeschichtlich bedeutsam sind die Pohlitzer Artikel, die 1566 in der Kirche unterschrieben wurden. Der Gemeindeteil Pohlitz der Kirchengemeinde Bad Köstritz gehört zum Pfarrbereich Bad Köstritz im Kirchenkreis Gera der Evangelischen Kirche in Mitteldeutschland.

## Beschreibung
Bei der im Kern romanischen Saalkirche mussten nach dem großen Dorfbrand der Chorturm und die Kirchenausstattung 1723 erneuert werden. Der Chorturm wurde um zwei oktogonale Geschosse erhöht. Darüber sitzen zwei durch ein Zwischenstück verbundene schiefergedeckte bauchige Hauben. An den Chorturm schließt sich eine halbrunde Apsis mit einer Apsiskalotte an. 
Von 1887 bis 1890 wurden im Chor Bleiglasfenster eingebaut. Das mit einem Satteldach bedeckte Kirchenschiff hat im Innenraum eine längsgeteilte Decke mit Rahmen aus Stuck. 
Der um 1724 errichtete Kanzelaltar ging bis auf den Kanzelkorb verloren. Die Orgel im klassizistischen Prospekt hat 10 Register, verteilt auf ein Manual und Pedal. Sie wurde um 1780 von Christian Ernst Friederici gebaut.